# Лангер, Иоганн фон
Иоганн Петер фон Лангер (нем. Johann Peter (von) Langer; 1 июля 1756, Калькум — 6 августа 1824, Мюнхен) — немецкий художник: живописец, рисовальщик и гравёр академического направления.

## Биография
Иоганн Лангер родился в семье переселенцев из Силезии: Антона Лангера (1721—1788), садовника графа фон Хацфельда в замке Калькум, и Марии Сибиллы, урождённой Вальтер. В 1781 году в Дюссельдорфе он женился на Марии Йозефе Клейен (1760—1843), дочери дюссельдорфского гравёра Иоганна Йозефа Клейена и Анны Сибиллы, урождённой Пютц. Жена Лангера прославилась как художник-офортист под именем Жозефина Ланген. У супругов родились трое сыновей, включая Роберта фон Лангера (1783—1846), который стал известным живописцем.
Лангер начал обучение живописи в 1775 году у Ламберта Крае в Дюссельдорфской академии искусств. Там он завоевал вторую премию на выставке Академии в 1776 году и первую премию, которая дала ему стипендию, в 1778 году. В 1784 году Лангер стал профессором Академии, а в 1789 году — её директором. В 1788 году Лангер предпринял учебную поездку в Голландию.
Осенью 1794 года деятельность академии была приостановлена в результате войны Первой антифранцузской коалиции. В это время Лангер нашёл новое поле деятельности в Дуйсбурге у предпринимателя Иоганна Бёнингера (1756—1810). Вместе с ним он основал «Механографический институт» (Mechanographische Institut), выпускавший обои с цветочными и фигурными рисунками, «вкус и элегантность» которых даже пришлись по душе Иоганну Вольфгангу фон Гёте. Повторение Лангером гравюры Маркантонио Раймонди «Христос и двенадцать апостолов» по рисунку Рафаэля (1789) заслужило высокую оценку Гёте как «образца истинно классического стиля».
В 1798 году Лангер отправился в Париж с сыном Робертом и Бёнингером, чтобы представить обои на выставке. Лангер нашёл возможность изучать искусство в парижских музеях. После Люневильского мира основной рынок сбыта обоев на левом берегу Рейна был отрезан таможенной границей Франции, которая в 1801 году была расширена до Рейна, и обойная фабрика была переведена в Париж. В это время Лангер вернулся в Дюссельдорф и посвятил себя реконструкции Академии искусств. В 1801 году он также стал директором Дюссельдорфской картинной галереи. В 1802 году в академии было сорок два ученика. Его учениками в академии были портретисты Генрих Кристоф Кольбе и Питер Кристоффель Уандер.
В 1806 году Лангер стал директором Академии изобразительных искусств в Мюнхене. В 1808 году ему было пожаловано баварское личное дворянство. В этот период Лангер совершал творческие поездки в Нидерланды и во Францию, в Париж. В Нидерландах его приняли в члены Королевской академии.
Среди его учеников были Мориц Даниэль Оппенгейм и Франц Кац.

## Галерея

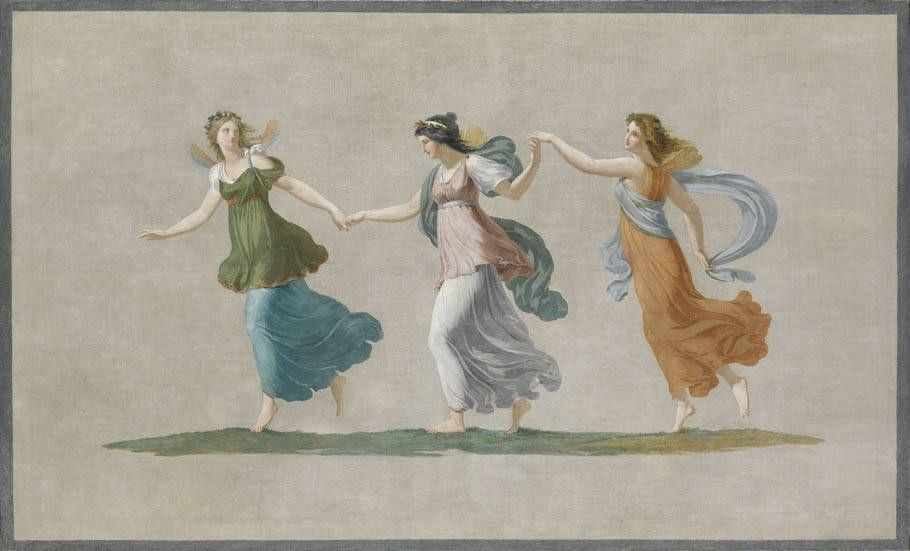
Танцующие Оры. Между 1798 и 1799. Холст, масло. Баварские государственные собрания картин, Мюнхен
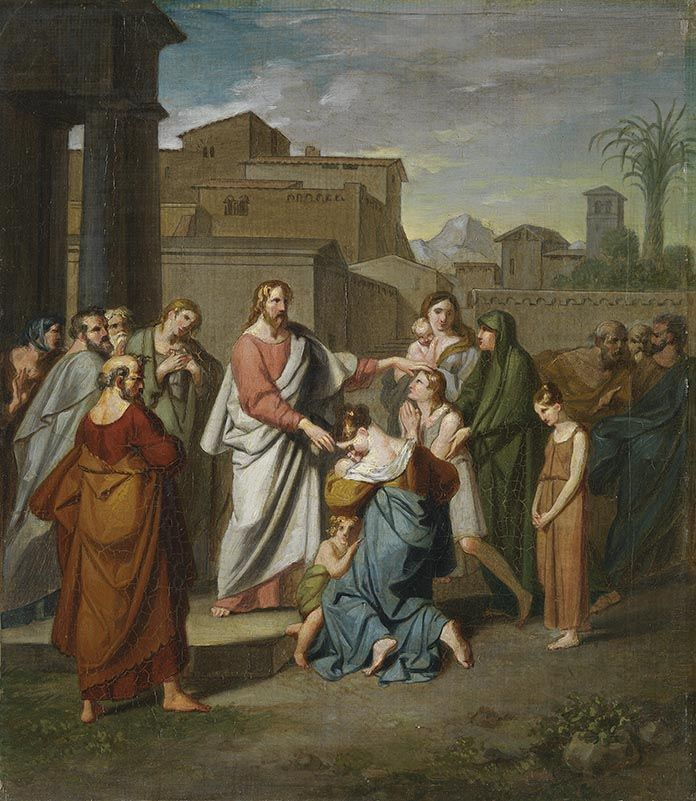
Христос благословляет детей. Ок. 1808. Холст, масло. Баварские государственные собрания картин, Мюнхен
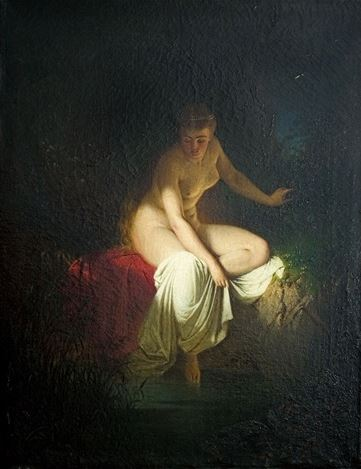
Купание в лесном озере. До 1824. Частное собрание
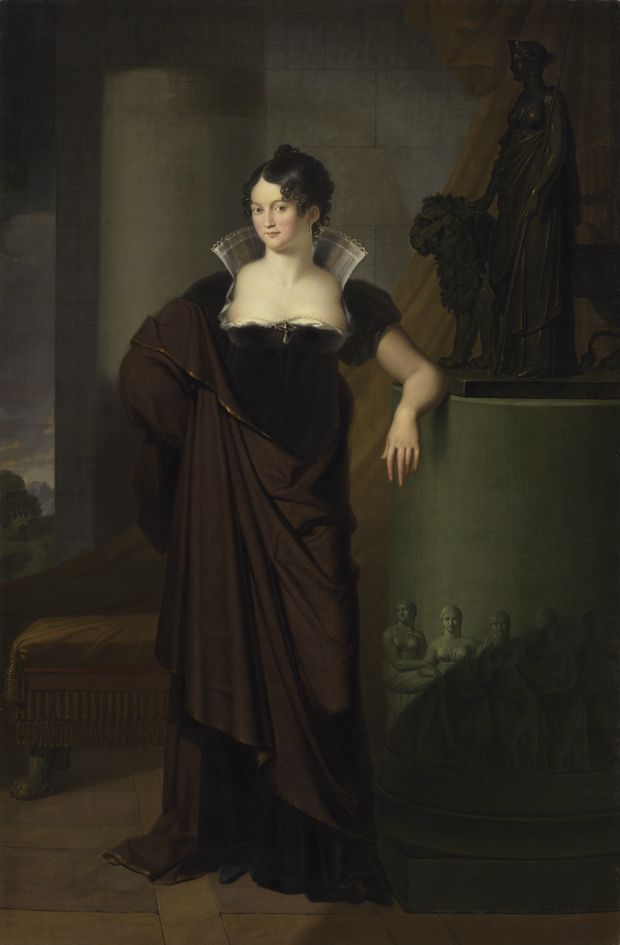
Кронпринцесса Тереза Баварская. 1812. Холст, масло. Баварские государственные собрания картин, Мюнхен
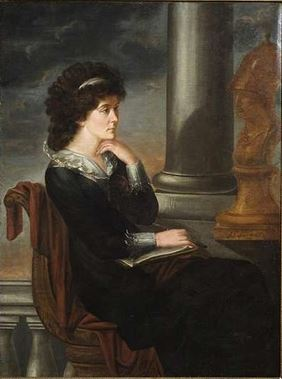
Женщина, созерцающая бюст Минервы. 1793. Частное собрание
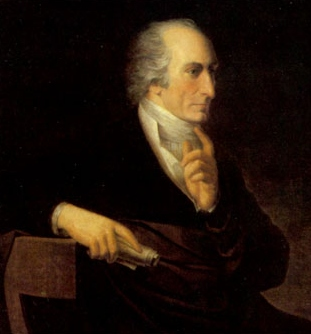
Портрет Ф. Г. Якоби. 1801
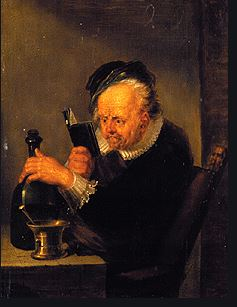
Химик. До 1824. Холст, масло. Новая пинакотека, Мюнхен

## Дополнения
- Наследие Иоганна Петера и Роберта фон Лангеров в Баварской государственной библиотеке